# Alexandr Vladimirovič Zmejevskij
Alexandr Vladimirovič Zmejevskij (rusky Алекса́ндр Влади́мирович Змее́вский, * 14. července 1957) je ruský diplomat a mimořádný a zplnomocněný velvyslanec Ruské federace. Od roku 2016 působí jako mimořádný a zplnomocněný velvyslanec Ruska v ČR. 

## Život
Po absolvování Moskevského státního institutu mezinárodních vztahů Ministerstva zahraničních věcí SSSR v roce 1979 nastoupil do diplomatických služeb. Kromě ruštiny hovoří anglicky a francouzsky.
- V letech 1996-2000 byl zástupcem stálého představitele Ruska při OSN v New Yorku.
- V letech 2000-2001 byl mimořádným velvyslancem ruského ministerstva zahraničí.
- Od října 2001 do února 2002 - zástupcem ředitel odboru pro nové výzvy a hrozby ruského ministerstva zahraničí.
- Od února 2002 do ledna 2007 byl ředitelem odboru pro nové výzvy a hrozby ruského ministerstva zahraničí.
- Od 9. ledna 2007 do 26. července 2011 byl stálým zástupce Ruské federace u mezinárodních organizací ve Vídni.[2] [3]
- Od 6. října 2011 do 19. února 2016 byl zvláštním velvyslancem, člen kolegia ruského ministerstva zahraničí, zvláštní zástupce prezidenta Ruska pro mezinárodní spolupráci v boji proti terorismu a nadnárodnímu organizovanému zločinu. [4] [5]
- Od 19. února 2016 působí jako mimořádný a zplnomocněný velvyslanec v Česku [1]

## Ocenění
- Medaile Řádu "Za zásluhy o vlast", II. stupně (14. listopadu 2002) - Za aktivní účast na provádění zahraniční politiky Ruské federace a dlouholetou svědomitou práci .
- Medaile Řádu „Za zásluhy o vlast“, 1. třídy (20. dubna 2012) – Za přínos k rozvoji a praktické realizaci mezinárodních dohod, které naplňují bezpečnostní a národní zájmy Ruské federace [6].

## Diplomatická hodnost
- Mimořádný a zplnomocněný vyslanec 2. třídy (10. prosince 1995) [7]
- Mimořádný a zplnomocněný vyslanec 1. třídy (6. května 2004) [8]
- mimořádný a zplnomocněný velvyslanec (28. července 2008) [9]